# Carlos Luis de Anhalt-Bernburg-Schaumburg-Hoym
El Príncipe Carlos Luis de Anhalt-Bernburg-Schaumburg-Hoym (en alemán: Karl Ludwig; Schaumburg, 16 de mayo de 1723 - Schaumburg, 20 de agosto de 1806) fue un príncipe alemán de la Casa de Ascania de la rama de Anhalt-Bernburg y gobernante del principado de Anhalt-Bernburg-Schaumburg-Hoym.
Era el tercer hijo varón (aunque el segundo superviviente) del Príncipe Víctor I de Anhalt-Bernburg-Schaumburg-Hoym, de su primera esposa Carlota Luisa, hija del Conde Guillermo Mauricio de Isenburg-Büdingen-Birstein.

## Biografía
La muerte de su hermano mayor, el Príncipe Heredero Cristián, en 1758 le hizo el nuevo heredero de Anhalt-Bernburg-Schaumburg-Hoym. Catorce años más tarde, en 1772, Carlos Luis finalmente sucedió a su padre en el gobierno del principado.

## Matrimonio e hijos

### Primer matrimonio
Cuando Carlos Luis era un joven oficial en un regimiento al servicio de los Países Bajos, se enamoró de Benjamine Gertrude Keiser [también llamada Kaiserinn o Keyser] (Stevensweert, 1 de enero de 1729 - Belleville, cerca de París, 6 de enero de 1787), hija de un capitán holandés. Sin el consentimiento de su padre, Carlos Luis contrajo matrimonio con ella en Stevensweert el 25 de marzo de 1748. Tuvieron una hija:
1. Victoria Eduviges Carolina (Stevensweert, 9 de enero de 1749 - Eger, 26 de junio de 1841), desposó el 21 de noviembre de 1776 a Thomas de Mahy, marqués de Favras, un oficial en la guardia del Conde de Provenza, después rey Luis XVIII de Francia.

El matrimonio fue declarado nulo por un tribunal de La Haya el 26 de julio de 1757, y los intentos de Carlos Luis y Benjamina de que su hija fuera reconocida como princesa de Anhalt fueron rechazados por el Reichshofrat el 11 de mayo de 1778; asimismo un intento de obtener el título de condesa de Anhalt fue rechazado el 14 de septiembre. Finalmente, Carlos Luis obtuvo para su hija el título de Baronesa de Bärenthal (en alemán: Freifrau von Bärenthal); no obstante, algunas fuentes mencionan a Victoria Hedwig Karoline como princesa de Anhalt-Bernburg-Schaumburg-Hoym.

### Segundo matrimonio
En Braunfels el 12 de diciembre de 1765 Carlos Luis contrajo matrimonio con Amalia Leonor (Braunfels, 22 de noviembre de 1734 - Schaumburg, 19 de abril de 1811), hija del Príncipe Federico Guillermo de Solms-Braunfels. Tuvieron cinco hijos:
1. Víctor II Carlos Federico, Príncipe de Anhalt-Bernburg-Schaumburg-Hoym (Schaumburg, 2 de noviembre de 1767 - Schaumburg, 22 de abril de 1812), desposó a Amalia Carlota de Nassau-Weilburg (7 de agosto de 1776 - 19 de febrero de 1841) el 2 de octubre de 1793.
2. Guillermo Luis (Schaumburg, 19 de abril de 1771 - fallecido en combate, Stockach, 25 de marzo de 1799).
3. Alexis Clemente (Schaumburg, 19 de agosto de 1772 - Schaumburg, 12 de julio de 1776).
4. Sofía Carlota (Schaumburg, 29 de septiembre de 1773 - Schaumburg, 25 de febrero de 1774).
5. Carolina Ulrica (Schaumburg, 22 de septiembre de 1775 - Schaumburg, 4 de marzo de 1782).